# Pericyma albidentaria
Pericyma albidentaria là một loài bướm đêm trong họ Erebidae.